# جوديث كلارك
جوديث كلارك (بالإنجليزية: Judith Clarke)‏ هي كاتِبة وكاتبة للأطفال أسترالية، ولدت في 24 أغسطس 1943 في سيدني في أستراليا.